# Vlasta Šourková
Vlasta Šourková, coniugata Brožová (21 gennaio 1936), è un'ex cestista cecoslovacca.

## Carriera
Con la Cecoslovacchia ha disputato due edizioni dei Campionati mondiali (1959, 1964) e tre dei Campionati europei (1960, 1962, 1964).